# Tetragonochora tarsalis
Tetragonochora tarsalis är en stekelart som beskrevs av Morley 1915. Tetragonochora tarsalis ingår i släktet Tetragonochora och familjen brokparasitsteklar. Inga underarter finns listade i Catalogue of Life.